# Gösta Liedberg
Carl Gustav (Gösta) Liedberg, född 11 juni 1893 i Baldringe församling, Skåne, död 28 december 1976 i Eriksfälts församling, Malmö, var en svensk godsägare och politiker (i Högerpartiet).
Liedberg var ledamot av riksdagens andra kammare från 1933, invald i Malmöhus läns valkrets. Ledamot av Kungl. Skogs- och Lantbruksakademien 1937, hedersledamot 1965.
Gösta Liedberg är gravsatt på Baldringe kyrkogård.

## Utmärkelser
- Kommendör av första klassen av Vasaorden, 6 juni 1956.[6]
- Kommendör med stora korset av Nordstjärneorden, 6 juni 1961.[7]